# Tanju Gürsu
Tanju Gürsu (prononcé [tɑ.ʒu gyɾ.su]), né le 27 octobre 1938 à Trabzon et mort le 7 juin 2016 à Istanbul, est un acteur turc.

## Filmographie
| - Kırık Kanatlar - 2005 - Aşkımızda Ölüm Var - 2004 - Canısı (2) - 1997 - Böyle mi Olacaktı - 1997 - Köpekler Adası - 1996 - Süper Yıldız - 1995 - Sevmek Ve Ölmek Zamanı - 1989 - Canım Oğlum - 1988 - Kurtar Beni - 1987 - Gülümse Biraz - 1986 - Mardin-Münih Hattı - 1986 - Ölüm Yolu - 1985 - Bir Sevgi İstiyorum - 1984 - Taçsız Kraliçe - 1984 - Gülsüm Ana - 1982 - Boynu Bükük - 1980 - Tanrıya Feryat - 1980 - Lo scoiattolo (en turc : Mücevher Hırsızları) de Guido Zurli - 1979 - Kara Murat Devler Savaşıyor - 1978 - Vahşi Gelin - 1978 - Cible pour un tueur (Bersaglio altezza uomo, en turc : Hedef) de Guido Zurli - 1978 - Dağılın Kazımlar Geliyor - 1976 - Kazım'a Ne Lazım - 1975 - Çirkef - 1975 - Soysuzlar - 1975 - Kazım'a Bak Kazım'a - 1975 - Kokla Beni Melahat - 1975 - Hop Dedik Kazım - 1974 - Vurun Kahpeye - 1973 - Vahşet - 1973 - Bu Toprağın Kızı - 1973 - Yalan Dünya - 1972 - Kırk Yalan Memiş - 1972 - Aşkların En Güzeli - 1972 - Çileli Dünya - 1972 - Kadersizler - 1972 - Rüzgar Murat - 1971 - Yalnız Değiliz - 1971 - Yedi Kocalı Hürmüz - 1971 - Mazi Kalbimde Yaradır - 1970 - Ağlayan Melek - 1970 - Firari Aşıklar - 1970 - Herkesin Sevgilisi - 1970 - Sosyete Şakir - 1970 - Bülbül Yuvası - 1970 - Gülnaz Sultan - 1969 - Yarın Başka Bir Gündür - 1969 - Fakir Kızın Romanı - 1969 - Ana Kalbi - 1969 - Yiğit Anadolu'dan Çıkar - 1969 - Seninle Düştüm Dile - 1969 - Fosforlu Cevriyem - 1969 - Buruk Acı - 1969 - Ağla Gözlerim - 1968 - Bağdat Hırsızı - 1968 - Yakılacak Kitap - 1968 - Malkoçoğlu Kara Korsan - 1968 - Yalan Yıllar - 1968 - Beş Asi Adam - 1968 - Sevmekten Korkuyorum - 1968 - Kabadayı - 1968 - Ayşem - 1968 - Kanun Namına - 1968 | - Bizanslı Zorba - 1967 - Kara Davut - 1967 - Devlerin İntikamı - 1967 - Ölünceye Kadar - 1967 - Dişi Killing - 1967 - Elveda - 1967 - Bir Annenin Gözyaşları - 1967 - Bırakın Yaşayalım - 1967 - Yarın Çok Geç Olacak - 1967 - Çıldırtan Arzu - 1967 - Deli Fişek - 1967 - Parmaklıklar Arkasında - 1967 - Arzunun Bedeli - 1966 - Kadın Avcılar - 1966 - Üç Korkusuz Arkadaş - 1966 - Bu Şehrin Belalısı - 1966 - Yemin Ettim Bir Kere - 1966 - Can Yoldaşları - 1966 - Mezarını Hazırla - 1966 - Sarı Gül - 1966 - Silahlar Patlayınca - 1966 - Ölmeyen Aşk - 1966 - Altın Şehir - 1965 - Ateş Gibi Kadın - 1965 - Canın Cehenneme - 1965 - Cumartesi Senin Pazar Benim - 1965 - Hak Yolunda - 1965 - Haremde Dört Kadın - 1965 - Lafını Balla Kestim - 1965 - On Korkusuz Kadın - 1965 - Bitmeyen Kavga - 1965 - Tatlı Yumruk - 1965 - Çiçekçi Kız - 1965 - Ankara'ya Üç Bilet - 1964 - Keşanlı - 1964 - Korkunç Şüphe - 1964 - Paylaşılmayan Sevgili - 1964 - Sen Vur Ben Kırayım - 1964 - Sokakların Kanunu - 1964 - Tığ Gibi Delikanlı - 1964 - Kara Memed - 1964 - Çanakkale Aslanları - 1964 - Köye Giden Gelin - 1964 - Galatalı Fatma - 1964 - Adalardan Bir Yar Gelir Bizlere - 1964 - Hızlı Osman - 1964 - Kara Dağlı Efe - 1964 - Sahte Sevgili - 1964 - Kaynana Zırıltısı - 1964 - Duvarların Ötesi - 1964 - Gurbet Kuşları - 1964 - İki Kocalı Kadın - 1963 - Bütün Suçumuz Sevmek - 1963 - Üç Öfkeli Genç - 1963 - Ölüme Çeyrek Var - 1963 - Ölüm Pazarı - 1963 - Arka Sokaklar - 1963 - Lekeli Kadın - 1962 - Fosforlu Oyuna Gelmez - 1962 - Ver Elini İstanbul - 1962 - Hodri Meydan - 1962 - Şehvet Uçurumu - 1962 |